# Єнґеджех-е-Казі
Єнґеджех-е-Казі (перс. ینگجه قاضی) — село в Ірані, входить до складу дехестану Бакешлучай у Центральному бахші шахрестану Урмія провінції Західний Азербайджан.